# Волсвин
Волсвин — село в Україні, в Червоноградській міській громаді, у Червоноградському районі,  Львівської області. Населення становить 1824 осіб. 

## Географія
Село Волсвин розташоване на правому березі Західного Бугу, за 1—3 км на схід від його русла, проти впадіння в нього двох лівобережних приток — Рати і Солокії.
Віддаль до районного центру, Сокаля, — 20 км через Бендюгу і Шептицький, 18 км — через Бендюгу і Поторицю. Найближчі залізничні станції Шептицький (7 км) і Соснівка (5 км). Автобусне сполучення з 1969 р. з Шептицьким і Соснівкою.
Поверхня плоска, рівнинна. Перепад висот не перевищує 5 м, у більшості — до 2 м. До проведення меліорації (середина 70-х років) були часті катастрофічні повені, особливо весняні.
У надрах залягають середньої потужності поклади кам'яного вугілля на глибинах понад 200 м. З будівельних матеріалів є пісок, глина.
Село розташоване в зоні так званого «малого полісся». Клімат помірний, з достатнім, у деякі роки, з надмірним зволоженням (500—900 мм). Зима м'яка, іноді з тривалими відлигами і нестійким сніговим покривом, літо нежарке, середня температура липня — 18-20 °C, з частими похолоданнями, затяжними дощами.
З малих річок залишилась Солотва, тепер з вирівняним і поглибленим руслом. Інші річки, у тому числі Панська, озерця, болота повисихали. Джерела з колись чистою питною водою або пропали зовсім, або стали непридатною для пиття водою (внаслідок хімізації землеробства). Ставки зникли, а ті, що лишилися, стали сміттєвими ямами.
Ґрунти різноманітні. В південній частині (Дженджерівка, Пісок, Забрід, Підмонастир) переважають піски і супіски. У північній частині (Старе село, середина, Перегорода, Палаття) ґрунти чорновидні, місцями глинисті. Місцевий вид ґрунтів — порховина; це родючі торф'янисті ґрунти, які легко вивітрюються, перетворюються на порох, звідси й назва цих ґрунтів, урочища Порхачини й села Порхач (нині Межеріччя).
Село відмежоване лісами від Комарева (на півночі), Бендюги і Межеріччя (на заході), Городища (на півдні), Яструбичі (на сході). Лише на південному сході є відкритий вид на Поздимир.
За два кілометри від села, праворуч від дороги до Соснівки, є прадавнє село Городище, тепер невеличке сільце в складі сільської ради села Волсвин (розрізняють Старе і Нове Городище). На схід від Городища, на віддалі 1 км є висілок Груд. Груд розділений на 2 частини річкою Буг. Городище уже на лівому березі Бугу.

## Біля джерел Волсвина
У селі збереглося більше десятка назв частин села і урочищ, які ймовірно були спочатку невеликими окремими поселеннями. Всі ці прадавні поселення мають чітко окресленні контури, груда, купи (кемпи). Ось вони, ці топоніми, які збереглися донині:
- Селисько «поселення з невпорядкованою забудовою», нині урочище.
- Пристань, нині луг, за усною традицією було поселенням.
- Кемпа, у центрі села, пор. укр. «купа», лат. «поле».
- Перегорода, посеред якої текла річка, ніби перегородивши «село» на дві частини.
- Палаття «вулище з палатами, дерев'яними кладками».
- Дві назви: Забрід і Підмонастир

Найдавніше поселення — ймовірно Старе село, у якому було виявлено під час археологічних розкопок 1972 року неолітичне поселення. Як воно звалося — не відомо. Спалене ймовірно татарами в 1241 р. Люди розбіглися, більше тут не селилися, заклали нове поселення — Перегороду ? Кемпу ? Забрід ?.. А пам'ять про те, що там жили люди, збереглася в назві урочища, острова. Можливо, давню назву надали новому селу ..? За 700 років, тим більше під час Воєнного лихоліття 1241—1380 років, чимало чого людська пам'ять не зберегла. Всі ці поселення виникли до прийняття християнства. Під час становлення слов'янської релігії і формування міфології для всіх цих селиськ, перегород, грудів, палать потрібен був єдиний релігійний центр, капище зі священним дубом . Визначити його місце не важко: при християнізації на місці язичницьких капищ і храмів виникли християнські монастирі і церкви. Служителі слов'янського культу — волхви (збірне поняття волсва) вимушені були шукати нове місце для поселення. Можливо, вони осіли в «селі» без назви, нині Центр, або поблизу центра, на Старому Селі, у крайньому разі, на острові, груді, який став зватися «Волсвингруд». Згодом ця назва поширилася на всі близькі «села» без назви, які про те як частини Волсвина зберегли і давні свої назви. Як у дохристиянські часи спільним для всіх «сіл» було язичницьке капище, так і тепер, після християнізації, — монастир і аж ніяк не християнська назва розкинутого села.
Пізня згадка про Волсвин у письмових джерелах — 1426 р. — це доля всіх міст, містечок і сіл, які з об'єктивних причин пізно попадали в орбіту історичних подій. Нині Волсвин — це спільна назва для 16 окремих частин, які виникли не одночасно — від праслов'янських часів до початку 19 ст. Ось вони, згадані і не згадані частини нинішнього села: Гуменці, Дженджерівка, Забрід, Кемпа, Кут, Копані, Лаз, Олеше, Перегорода, Пісок, Палаття, Пристань, Середина, Стовпище, Яблуньки, Підмонастир.

## Історія

### Рання історія
Перша згадка в історичних документах про Волсвин досить пізня — у 1426 р.
У VI—VII ст. територія Волсвина була у складі дулібського племінного союзу, у другій половині VII ст. належав до аварського каганату. Після розпаду аварського каганату (кінець VIII-го ст.) увійшов до літописних волинян або бужан (VII—IX ст.). У IX—X ст. входив до червенських міст, разом з якими увійшов до ранньофеодальної держави — Київської Русі (друга половина X ст.). Під час феодальної роздробленості Київської Русі Волсвин увійшов до Белзького подільного князівства (середина XII ст.) Яке було частиною Волинського, а з 1199 р. — Галицько-Волинського князівства.
Орда Батия зруйнувала наш край у 1241 році, не уникнув лихої долі і Волсвин. Про це переказ про спалення старого села та легенда про «Дівчину — Рииоу» (див. фольклор). Галицько-Волинський літопис подає жахливі речі про війни, які велися в нашому краї в XII ст., в XIV ст. починається відродження поруйнованих гнізд.
В 1462 році Белзьке князівство було перетворено на воєводство з повітовим поділом. Волсвин відійшов до Великомостівського повіту.

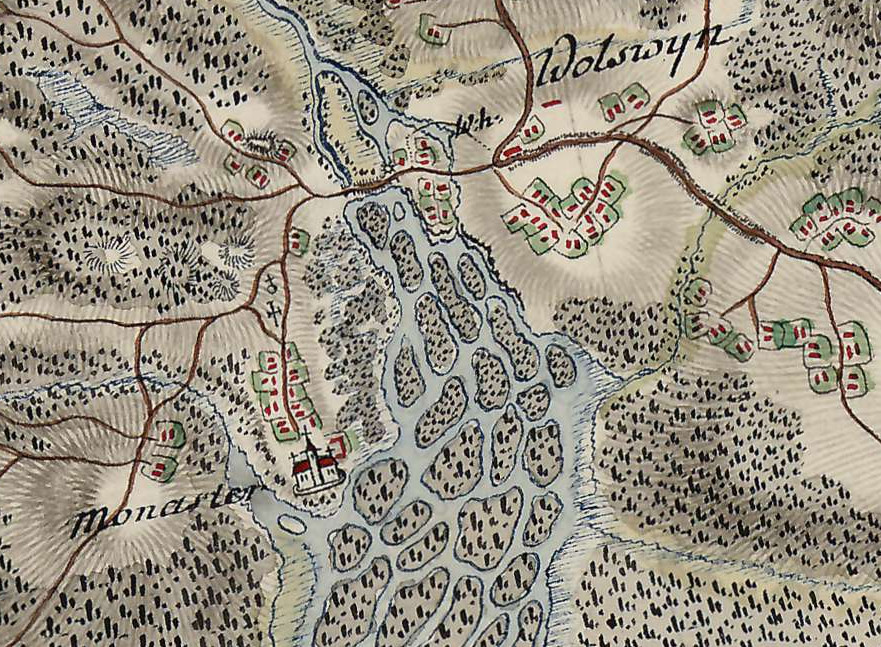
Монастир Василіян, на мапі Фрідріха фон Міга поч.1780х

На початку XVII ст. Волсвин став монастирським селом, до того часу належав магнатам Межеєвським. У часи шляхетської сваволі (1600—1770) селяни зазнавали тільки феодального гніту. Відбували всі повинності на користь монастиря і не зазнавали національного гніту. Значну роль для Волсвина відігравав Кристинополь (нині Червоноград), заснований графом Феліксом Потоцьким. У 1692 р. він стає неофіційною столицею краю, центром польсько-католицької експансії на Побужжі.
По першому поділу Польщі (1772) Волсвин у складі Сокальського округу (циркулу) відійшов до Австрії. 1784 р. обидва монастирі у Волсвині і Городище — були ліквідовані. На їх місці побудовані дерев'яні церкви (1787 р.), які збереглися досі. Волсвинці й надалі залишаються залежними від монастиря о. Василіян у Кристинополі.
Волсвин залишається у складі австрійської імперії до 1918 року.

### XIX ст.
Перша половина XIX ст. — період галицького будительства. Будителі збирали народні пісні, казки, легенди. Писали твори українською народною мовою: «Пиши, як говориш, говори, як чуєш.»
Революція 1848 року — скасування панщини, дала селянам свободу. у Волсвині на честь цієї події було побудовано 4 фігури, з пам'ятним написом «На честь скасування панщини 3 травня 1848 року», кожна обсаджена 4 липами.
На початку XX ст. волсвинчани беруть участь у трудовій еміграції. Виїжджають на сезонні роботи до Німеччини, емігрують на постійно — в 1901 — 1902 рр. — до Канади. Перша світова війна припинила еміграцію.
Влітку 1914 почалась перша світова війна. Австрійську армію було мобілізовано, з серпня 1914 р. по липень 1915 р. село було зайнято російськими військами, у складі яких було багато українців із Східної України.
Волсвинці мріяли про возз'єднання всіх українських земель в єдиній державі, це пояснює підтримку значною частиною галичан ЗУНР (листопад 1918 — кінець 1919). В УГА було близько 80 волсвинців. У боротьбі проти польських військ загинуло 15 чоловік. Влітку 1929 р. село було у сфері дій Першої кінної армії Будьонного. Після відходу її на схід Волсвин, як і всю західну Україну окупувала Польща. Ця окупація тривала до вересня 1939 року.

### XXст.
16 вересня 1939 року польський уряд на чолі з Е. Ризд-Сміглим утік до Румунії. Над «Кресами» нависла загроза гітлерівської окупації. В неділю, 17 вересня 1939 р. почався наступ Червоної Армії. В четвер, 21 вересня 1939 р. радянські війська вступили в Волсвин. 26 — 28 жовтня, у львівському оперному театрі засідали Народні збори. Вони прийняли рішення про встановлення Радянської влади на Західній Україні і Декларацію про з'єднання Західної України з УРСР. 22 червня 1941 року гітлерівська Німеччина напала на Радянський Союз. Зразу ж в неділю, близько 10 год. ранку, німецькі окупанти ввійшли до Волсвина. За неточними даними було вбито до 150 — 155 волсвинчан, 10 % населення. Закатовано, замордовано 50 чоловік. До Німеччини вивезено 80 чоловік з них не повернулося 20. Пропали безвісти — 15 чоловік.
17 липня 1944 року село було захоплено Радянською армією.
У 1952 р. проведено світло. Клуб працює з 1945 року, бібліотека з 1950 р. Медпункт працює з 1946 року, приміщення побудував радгосп у 1976 р. Дитячий садочок з котельнею побудовано радгоспом у 1976 р. Відділення зв'язку працює з 1967 року. Асфальт прокладено через село в 1969 році (за рахунок радгоспу і шахти № 5 «ВМ»), продовжено на Палаття і Перегороду в 1985 р. (за рахунок радгоспу). В 1970 р. за рахунок шахти № 5 «ВМ» було насипано дамбу, яка рятує село від руйнівних повеней. в 1976 році радгосп телефонував село. В 1970-тих роках проведено меліорацію в селі.
Перед Великоднем 1976 року сталася подія, яка сколихнула все село: вночі було вчинено погром у закритій церкві. Обдерті стіни, подерто стародруки з XVII ст., рукописні книги «Тріодь цвітну» (видрукувана 1629 року у Львові, у друкарні М. Сльозки) вдалося врятувати. Тепер вона у Львівському історичному музеї. На «Тріоді» — помітки, які є своєрідним літописом монастиря і церкви с. Волсвина. Рукописні книги, написані давньоукраїнською мовою були прикладом сільських подій з середини XV по кінець XIX ст.
Найбільше потрудився в часи підпілля отець Мар’ян Чернега і сестра Пахомія, уродженка села Волсвин, яка і проживала тут в селі до смерті. Вона була зв’язковою між вірними парафії та священником.
Громада постійно старалася відкрити церковцю, яка на той час була радгоспним складом. 25 грудня 1988 року церква була відкрита, як російська православна церква і була відправлена перша Служба Божа священником РПЦ села Волиця Ярославом Біленським. 26 лютого 1989 року старанням вірних до села переїхав священик Василій Дубецький, який є парохом села до цього часу. В селі було дві громади УГКЦ і УАПЦ. На Різдво 2000 року громади з’єднались в одну греко-католицьку церкву.

## Культурний розвиток села
Дохристиянська культура повністю опирається на фольклорні традиції, на культ сил природи: предків. Про письмо важко говорити, тим більше, у глухих селах, яким був Волсвин. Проте, окремі люди вдавались до позначок-«карбів» на деревах, каменях, предметах. Центром тодішнього мистецтва було капище.
З прийняттям християнства починається будівництво храмів у віддалених селах. У Волсвині такий храм було побудовано ймовірно у ІІ столітті. Священиків готовили в монастирських школах. Церковні книги служили не одну сотню років. Священики вели записи народжень, весіль, смертей, та не по всіх церквах: папір був надто дорогий. Друкована книга остаточно витісняє рукописну під кінець XVII ст.
Обидва монастирі — у Городищах (1590) і Волсвині (1629) можливо мали цехи переписувачів і реставрації книг, і велись в тих монастирях хроніки — літописи. Ці хроніки попали в 1784 р. до Кристинополя, а звідти у Львівський архів греко-католицької метрополії.
За тодішньою традицією, при монастирях були школи. Найдавнішою друкованою книгою, що до 1942 р. збереглася у Волсвинській церкві, була «Тріодь цвітна», видана у 1642 р. у Львові; у друкарні Михайла Сльозки (передана у Львівський історичний музей). У цій книзі є позначки, вставки, записи, зроблені руками дияконів протягом XVII — XIX ст.
В 1830-х роках масово виникають дяківські школи — при церквах. 1784 р. ліквідовано обидва монастирі в Городищах і Волсвині.
В 1860 — 1870 рр. починається будівництво дерев'яних шкіл (у Волсвині — там, де нині старе приміщення школи). В 1904 р. в селі побудовано муровану школу (нині харчоблок, майстерня).
В селі була українська школа. На основі підручника з 1878 р. можна зробити ось такий висновок. Вивчали три мови — українську, польську, німецьку. З інших предметів — арифметику, релігію, природу. Дух проавстрійський, мораль — релігійна. Велику роль надавалося трудовому навчанню (теоретично), а зокрема праці селянина, як годувальника всього населення монархії.
Культурним центром села до виникнення хат — читалень «Просвіти» була церква. Церква була найбагатшою і найкраще організованою, мала вікові традиції, добре відшліфовано обрядність, підтримувалось урядом і дворянською верхівкою, і просто населенням. 
22 вересня 1898 р., 120 років тому [Архівовано 31 січня 2021 у Wayback Machine.] отець Андрій Шептицький, який перебував у монастирі Отців Василян у Кристонополі у ранзі професора у с. Волсвин на фільварку Отців Василян заклав перший новіціат монахів, які називали себе Товариством Христовим. Але опісля дав їм назву монахи Студити, нав’язуючи таким чином спосіб монашого життя, які жили над Босфором в Константинополі. У 1901 році митрополит Андрей Шептицький перевів монахів до Львова у с. Скнилів
У Волсвині самостійна парафія була до 1910 року. Згодом доїжджали священики з Яструбич (до 1920 року), і з Кристинополя (1920—1939 рр.). З 1870-х років виникають нові культурні центри: школи і в меншій мірі, хати — читальні «Просвіти». Це були бідні заклади. На школи уряд виділяв мізерні суми, а читальні працювали лише завдяки громадським активістам.
Громадянськими активістами, що обстоювали справи громади в 1850 — 1918 рр. у Волсвині були Лобай Іван і Сироїд Пилип. Центром культурного і громадського життя була хата — читальня. В 1928 році громада побудувала окремий будинок, який досі є сільським клубом.
При хаті — читальні працювали гуртки художньої самодіяльності. Драматичний гурток — керували в різний час Стецюк Йосип Григорович і брати Запісоцькі Григорій Андрійович і Михайло Андрійович. Ставив п'єси українських письменників (Шевченка, Франка, Тобілевича, Кропивницького), рідше польських, російських письменників.
Хоровий гурток (понад 30 учасників) керували ним Іваницький Роман Володимирович і Стецюк Йосип Григорович, виконував народні пісні на слова Шевченка, Франка.
При хаті — читальні була чимала бібліотека науково-популярної та художньої літератури, яка формувалася з добровільних датків.
Коли Волсвин був у складі польської держави у Волсвині була школа І-го ступеня: за сім років навчання учень закінчував 4 класи. При цьому третій клас був розрахований на два роки, четвертий — на три. Практично для половини учнів навчання закінчувалося на третьому класі. Для другої половини — на четвертому. Для продовження навчання одиниці подавалися до Кристинополя. У школі І-го ступеня вивчали польську мову, арифметику, природу, фізкультуру, музику, працю, релігію. У Волсвині було формально українська школа, то ще вивчали руську (українську) мову. У школах, ІІ-го ступеня (6 класів) і ІІІ-го ступеня (7 класів) програма була дещо ширша (вводилася геометрія, історія, географія, біологія, хімія).
У міжвоєнні роки значно зростає освітній рівень українського населення Галичини, 90 % волсвинчан навчилися читати і писати, половина з них по-українському і по-польському.
Після визволення з 1 вересня 1944 року почали працювати семирічна школа (в 1960 році реорганізована в восьмирічну). З 1946 року майже всі учні забезпечувалися підручниками, а з 1948 року — зошитами.
Школа містилася у будинку, збудованому в 1904 році, і в двох сільських хатах. Кількість учнів зростала, доходила до 250 — 280 учнів. В 1957 — 1967 рр. директором школи працює Ірза (Запісоцька) Парасковія Григорівна. Вона зуміла добитися, що в селі було побудовано нове приміщення школи з центральним опаленням за кошти громадськості, радгоспу «Ударник».
Випускники школи зайняті в різних галузях народного господарства, одних вчителів з них більше 80 чоловік. В рідній школі працює 17 її випускників. В тому числі директор Сироїд К. В. та заступник директора Бутко Г. П. З 2003 - 2020 рік - директор Запісоцький Р. В.

## Мова та її особливості
Сучасне усне мовлення волсвинчан — одне з південноволинських говорів, з елементами говірок надслов'янських — і мало чим різниться від літературної мови.
В лексиці збереглися деякі германізації: «файно — добре, фест — сильно, фурт — наскрізь, через» та інші. Люди старшого покоління іноді вживають гебреїзми (під «хайрем» — слово честі, мадяризми «гонведи» — солдати). Збереглася архаїчна форма минулого часу дієслів: ходив-ем, ходив-есь, ходили-сьмо, ходили-сьте. Також у вжитку старшого населення зустрічаються слова, подібні за звучанням на західнополіську вимову.
Особливо давнім є нерозрізнення роду в формах майбутнього часу: він, вона, воно, ходив, буде, робив. Це — паралельно з літературною нормою: буду ходити, буду ходив — ла, — ло.
Всі слов'янські прізвища утворені від християнських імен і прізвиськ. Прізвища найпоширеніші у Волсвині:
- Прізвища — імена: Кузьма, Мацюра (від Матвій), Іванченко, Мишок, Троць, Мисик, Василик.
- Прізвища — клички: Комарик, Сорока, Крук, Тхір, Ремісників (Бондар, Коваль). Різних предметів, понять: Сироїд, Лобай, Гармата, Нагай. Різних місць проживання: Підлужний, Запісоцький.
- Прізвища — матроніми (вдовині): Карпишин, Яцишин.

У Волсвині найпопулярнішими іменами є:
- Єврейські — Іван, Ганна, Михайло.
- Грецькі — Василь, Наталія, Галина, Оксана, Катерина.
- Латинські — Віктор, Роман, Павло.
- Слов'янські — Володимир, Богдан, Віра, Надія, Любов.
- Нові імена, які набули поширення в післявоєнні роки: Руслана, Світлана, Зоряна, Сніжана, Квітослава.

## Кількість та густота населення
Густота населення залежить від кількох факторів, найважливіший з них — стан продуктивних сил країни, її економіки. Проте немаловажну роль відіграють шляхи сполучення — як для міст, так і для сіл. До інтенсивного розвитку колісного транспорту (4-те тисячоліття до н. е.) і особливо сухопутних шляхів (9-12 ст. н. е.) люди селилися біля річок. Тому всі неолітичні поселення в районі виникли поблизу Бугу, поселення періоду міді і бронзи — над меншими річками (Рата, Солокія, Білий Стік, Драганка, Варанишка). Вододіли стали освоюватися людиною в період заліза — в І тис. до н. е., на початку н. е. Тому нема нічого дивного, що 5 тис. р. до н. е. — 5 тис. р. н. е. на малородючих ґрунтах Волсвина, Сільця, Межиріччя, Белза, Угнова, Рамоша було відносно добре розвинуте господарство, тоді як родючі ґрунти Спасова, Варяжа, Лучиці залишалися мисливськими угіддями, не освоювалися для землеробства.
Приблизну кількість і густоту населених пунктів вузької смуги вздовж Бугу демографія визначає на основі непрямих даних. Такі обчислення зроблено для всіх країн Європи, для багатьох частин СРСР. При визначенні кількості і густоти населення Надбужжя найкраще орієнтуватися на дані про Польщу (див. 1973, стор. 617) праці Покшишевського та ін.
Отже, за непрямими даними кількість і густота населення на території Волсвинської сільської Ради (близько 40 км²) були:
- наприкінці 5-го на початку 4-го тис. до н. е. — 120 осіб, 3 осіб/км²
- на початку н. е. 200 чол., 5 осіб/км²
- на 1000 р. 170 чол., 4 особи/км²
- на 1350 р. 280 чол., 7 осіб/км²
- на 1500 р. 350 чол., 9 осіб/км²
- на 1650 р. 520 чол., 14 осіб/км²
- на 1772 р. 1050 чол., 26 осіб/км²
- на 1900 р. 1400 чол., 35 осіб/км²
- на 1988 р. 1700 чол., 43 осіб/км²
- на 1995 р. 1810 чол., 45,3 осіб/км²
- на 2000 р. 1793 чол., 45 осіб/км²
- на 2004 р. 1752 чол., 43,8 осіб/км²

Площа Волсвина — 40 км².
На прикладі одного села можна зробити висновок, як безвоєнний час (1500—1900) сприяв розвиткові продуктивних сил, економіки, добробуту народу, культури, збільшенню його кількості.

## Археологія
Поява людини на території Волсвина губиться в минулому. В 1972 році було проведено археологічні розкопки в урочищі «Старе Село». В ході яких було виявлено неолітичне поселення культури лінійно-стрічкової кераміки (5 тис. р. до н. е.). В школі зберігається кількадесят кам'яних знарядь праці з пізнього палеоліту (рубило, скребачки, проколки, кам'яна нешліфована сокира з неоліту).
Хата ймовірно мала, напівземлянковий вигляд: нижня частина, нижче вікон, була в землі, верхня частина з дахом — вище землі. Оскільки старе село, найдавніша частина Волсвина і тут найродючіші ґрунти, то жителі цього поселення були землеробами. Знайдений глиняний посуд і піч доводять, що ці люди знали культуру випікання хліба і помелу зерна, можливо уже на жорнах, а не на зернотерці.

## Звичаї, традиції
Сучасні обряди, звичаї і традиції сягають своїми коренями язичництва. В них підкреслено зв'язок людини з природою, народністю, родинністю, гуманністю.
Календарна обрядність у селі майже завмерла. Ще в 1960 −1970 рр. побутували весняні танки, молодь співала гаївки. У 80-х роках іноді учениці школи заспівають 2 — 3 веснянки. Пісенний обряд Зелених свят, обжинків, Купайла, садовини (на Спаса) пам'ятають люди старше 60 — ти років. Відійшли в минуле Маланка, коза. В наш час волсвинці починають відтворювати все забуте.
З календарної обрядності збереглися:
а) на Великдень — писанки, паска, відвідування рідних. З провідної неділі перенесено на Великдень традиції поминання покійників.
б) Зелені свята — май, відвідування рідних, повторне відвідування покійників.
в) Спаса (19 серпня) — ніби своєрідне свято квітів і фруктів (посвячення яблук, груш, квітів тощо).
г) Різдво — кутя, колядки, відвідування рідних.
З родинно-побутової обрядності збереглися:
а) з хрестин — спомин про крижмо і пісні, які побутують поза обрядом (про кумування).
б) весілля — повністю зберігає свою фольклорну основу. Весільні старости (маршалки) заповнюють своєю програмою, яка добре відома волсвинчанам, обидва весільні дні — суботу і неділю.
в) обряд похорону — є поєднанням церковної і фольклорної форм. Церковна форма — заупокійна в хаті, на подвір'ї, на цвинтарі. Фольклорна — сидіння біля покійника в ніч перед похороном, хлібина на труні, прощання з покійником, засипання могили, поминки. Новим у похоронному обряді є вінки.
г) істотну роль відіграє празник «вільний від повсякденних робіт день», це вже не родинне свято, оскільки сходяться близькі, друзі, знайомі, які проживають за межами села. У Волсвині — 27 вересня на Чесного Хреста (14 вересня за старим стилем).

## Видатні люди
- Лобай Володимир — діяч ОУН, суспільний референт крайової екзекутиви ОУН ПЗУЗ
- Пшеничний Степан Андрійович — референт пропаганди Крайової Екзекутиви ОУН ЗУЗ. Похований на сільському цвинтарі (Волсвин).
- Катерина Коліда (1922–2001) - авторка унікальних вишитих килимів, частина з яких зберігається в Національному музеї українського народного декоративного мистецтва.[1]